# 経済人
経済人または合理的経済人、ホモ・エコノミクス（けいざいじん、英: economic man、羅: homo economicus）とは、もっぱら経済的合理性のみに基づいて個人主義的に行動する、とした（と想定した）人間像のこと。また、新しい科学理論をつくり上げるための単純化された仮構的人間像である。

## 概説
「経済人」とは、「homo economicus」の訳語で、「もっぱら「経済的合理性」にのみ基づいて、かつ個人主義的に行動する（するだろう）」と想定した、人間に関する像・モデル・観念のことである。
「経済人」というモデルは、経済学が成立するにあたっては一定の成功を収めてきたが、実際の人間の行動は従来の経済学が想定してきたほどには「経済合理的」ではない。人間は「経済人」という想定・モデルでは説明できない種類の経済活動も行い、しばしば損得を度外視する価値観を抱き行動を選択し、また自分個人よりも集団・社会を重視したり、他者のほうを尊び自分を捨て利他的行動を選択することもある。そうした現象が無視できなくなると、経済学者は「人は経済合理性を求めているはずだ」という仮定・前提を引きずりつつ「限定合理性」という用語・概念を作りだして分析するようになった。また別角度からは「利他性」という用語・概念を用いて分析されるようになった。さらには、実際の観察や実験によって、実際の人間の行動はそもそも根本的に「経済合理性」といった軸や理屈ではなく、根本的にかなり異なった形で人間の心に立ち現れて心理的・情的に選択されている、ということが明らかになり、行動経済学という分野で、実際の観察および心理学や認知科学の知識を基盤として研究されるようになってきている。

## モデルの歴史・変遷
アダム・スミスが考え出した人間のモデルは、ジェレミ・ベンサム流の功利主義の思想を経由し、さらにはウィリアム・スタンレー・ジェヴォンズらの影響をうけて、「物欲の充足を利己的に追求する人間」という考え方をうみだした。
「経済人」というモデルでは、あくまで「所与の欲望体系のもとで満足もしくは効用を最大にするよう行為する」場合を「合理的」と呼んでいる。このような「合理性」が最も簡単に発揮されるのは、効用が量的に測定されうる場合である。ベンサムにあっては、快楽・苦痛の強度、持続性および確実性などといった主観的かつ個人的基準と、年齢・性別・教育などといった客観的かつ社会的基準とを設けて、効用を測定しようとする努力が行われていた。しかしながら効用の量的な測定可能性は、物欲からの効用を含め、当時の心理学の視点から大きな疑義にさらされた。そこで経済学者の多くは、効用の実体的内容について吟味・検討するのを避けるようになり、選択の形式的秩序についてのみ考察するという方向にむかった。つまり、基数的可測性の前提の上に成立するものとして効用を定義しなくなり、序数的可測性のみを前提したうえでなりたつ効用関数の概念にもとづいて、「効用関数を最大にするよう行為することが合理的だ」とみなした（限界効用理論の項目も参照)。また、実際には快楽・苦痛は様々なものがあるのだが、その中からあえて個人主義的なもののみを選択・重視し（利己的）、利他性を考慮しなかった。この二つの「合理性」と「利己的な効用関数」を持つ、とした（と想定した）のが「経済人」というモデルの内容・定義である。

## 問題点と批判
しかしながら、効用理論から選択理論への推移は、一方では形式的厳密性という科学の要請を満たしはするが、他方では欲望形成が実際には社会的、文化的および政治的な諸要因にも依存しているということ対する配慮を欠いている。そのため、いわゆる近代経済学の方法的特徴である個人主義的もしくは要素論的な性格が強められ、その結果として、そのような方法を採用していない社会諸科学と近代経済学との交流が困難になっていった。加えて、たとえば経済政策について議論する場合のように、諸個人の選択結果について価値判断を下そうとすると、選択の合理性をめぐる形式的分析だけでなく、選択の意味内容についても議論しなければならない。しかし、そうした議論のための新しい準備がなかったので、近代経済学は「物欲をめぐる快楽の最大化」という古い「経済人」の想定に頼るほかなかった。
このような古い「経済人」の想定が、個人主義と物質主義に基づいた近代経済学の（新しいと思われている）形式的分析を支えているといえる。また、人類学や経済史の視点からは、人間は社会的な地位、権利、資産のために行動するのであり、個人的利益や財貨の所有は結果にすぎない、と批判されてもいる。